# Шаны

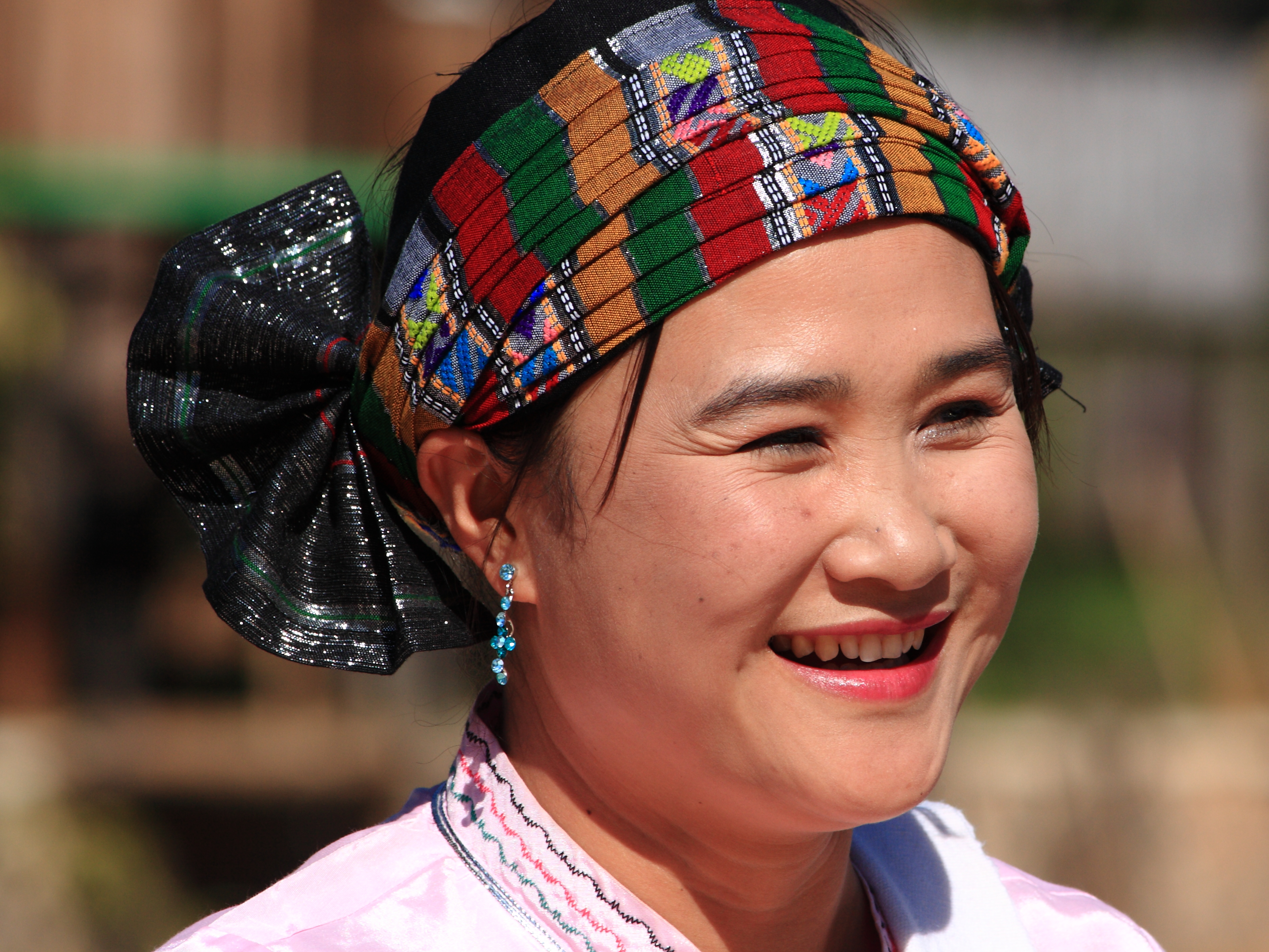
Шанская женщина, регион озера Инле

Шáны (шан. တႆး [tɑ́ɪ], бирм. ရှမ်းလူမျိုး [ʃánlùmjóʊ]; тайск. ไทใหญ่, ฉาน, кит. трад. 傣族, упр. 掸族, пиньинь dǎizú) — народ в Юго-Восточной Азии, родственный тайцам и лаосцам. Населяет территорию Шанского национального округа (ранее — федерального штата) Мьянмы, а также прилегающие территории Китая, Таиланда и Лаоса. Говорят на шанском языке юго-западно-тайской подгруппы тайской группы тай-кадайской языковой семьи.

## Культура
Этническая общность шанов состоит из 7 племён, общей численностью более 3 миллионов человек. Большинство шанов исповедует буддизм. В домашнем хозяйстве крестьяне выращивают рис и тропические фрукты, разводят кур и свиней. Известны шанские боевые искусства: шан-чжи и местные варианты бокса, бандо.

## История
В XIII—XVI века шаны населяли несколько княжеств, поддерживавшие дружеские отношения между собой.
Население штата Шан ведёт многолетнюю борьбу с правительством Мьянмы в пользу создания собственного государства. Вооружённая борьба финансируется на средства, получаемые от оптовой продажи высококачественного опиума, производимого из опиумного мака, который составляет основу местного товарного земледелия. Шаны называют опиум «чёрным лекарством», повсеместно используя его для самолечения.
В 1994 и 2005 по договорённости с наследным шанским принцем Ниянг-Ше (Яунхе) в изгнании Со Хан Па (Сурханпа) шанские старейшины провозглашали независимость Федерации Шанских Государств.

## Известные люди
Первый президент Бирмы Са Шве Тай был шаном по национальности.